# Шин (Сирия)
Шин (араб. شين‎) — город на западе Сирии, расположенный на территории мухафазы Хомс. Входит в состав района Хомс. Является центром одноимённой нахии.

## Географическое положение
Город находится в западной части мухафазы, к западу от реки Эль-Аси, на высоте 773 метров над уровнем моря.

Шин расположен на расстоянии приблизительно 20 километров (по прямой) к западу от Хомса, административного центра провинции и на расстоянии 134 километров к северу от Дамаска, столицы страны.

## Население
По данным официальной переписи 2004 года численность населения города составляла 13 020 человек (6719 мужчин и 6301 женщина). Насчитывалось 2485 домохозяйств. В конфессиональном составе населения преобладают сунниты и алавиты.

## Транспорт
Ближайший гражданский аэропорт — Международный аэропорт имени Басиля Аль-Асада.